# アニョロッティ

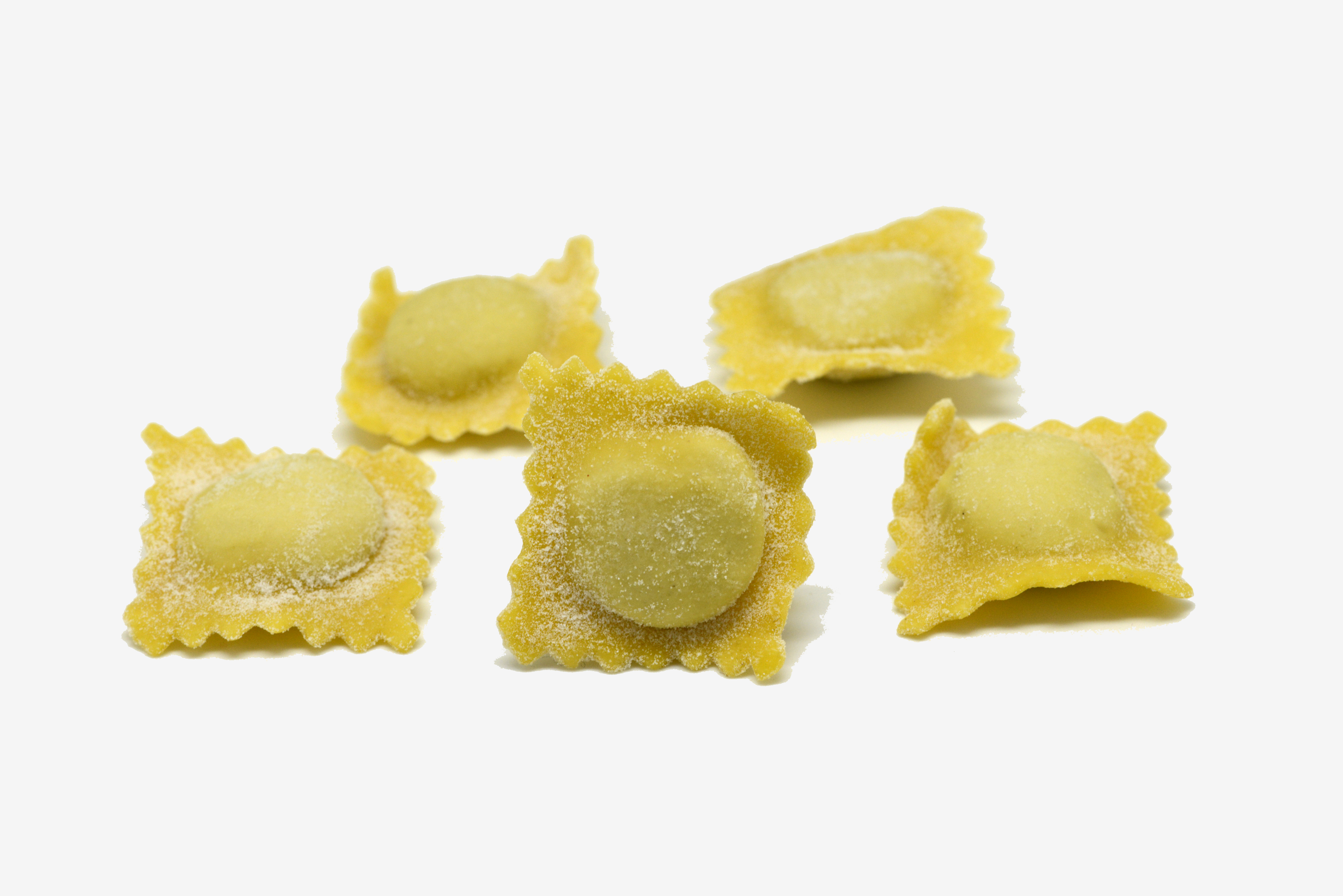
茹でる前の生アニョロッティ

アニョロッティ（イタリア語: agnolotti）、アニョロッティ・ピエモンテ―ゼ（イタリア語: agnolotti piemontesi）はイタリア・ピエモンテ州の詰め物パスタ、ショート・パスタ。
「アニョロッティ」はピエモンテ方言で「ラビオリ」という意味であり、日本では「小型のラビオリ」と説明されることもある。
ピエモンテ州ではアニョロッティ専用のパスタカッターがある。この専用カッターの刃は鋭利ではなく、やや厚みがあるため、パスタ生地を潰しながら切ることになり、詰め物をしたパスタ生地は接着することになる。これによって茹で上がりの味が異なってくるとされる。

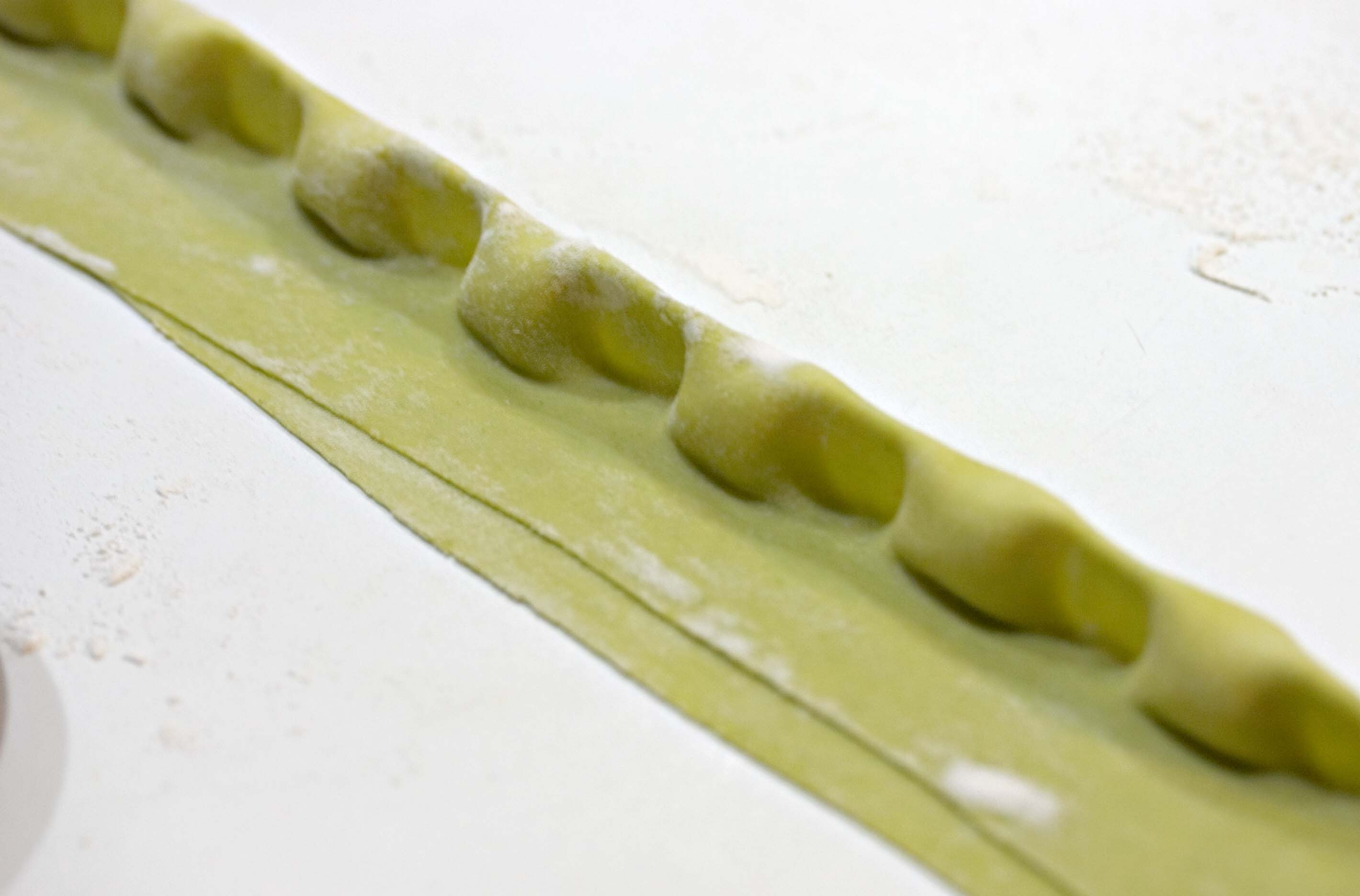
切る前のアニョロッティ
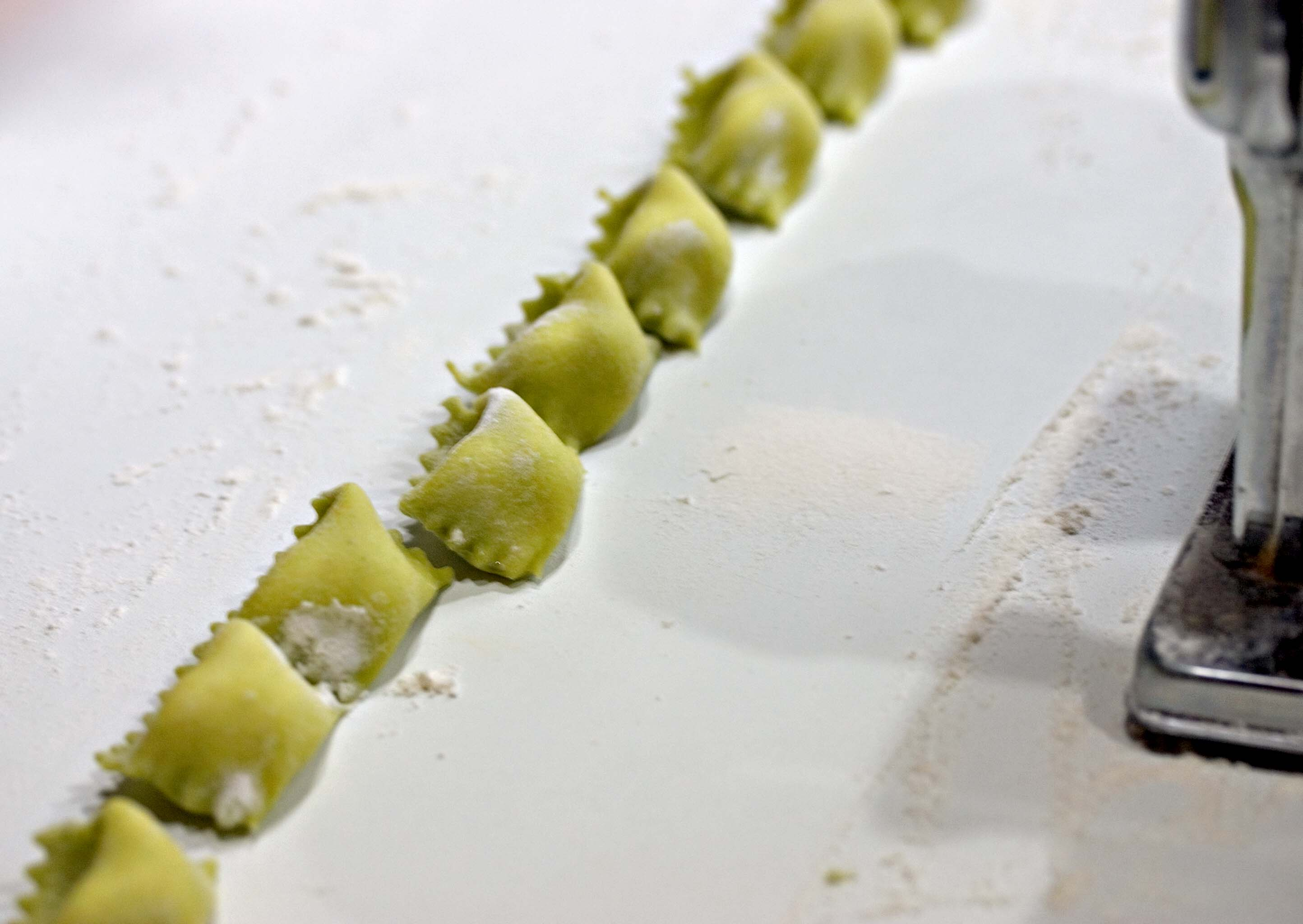
切った後のアニョロッティ

## アニョロッティ・ダル・プリン

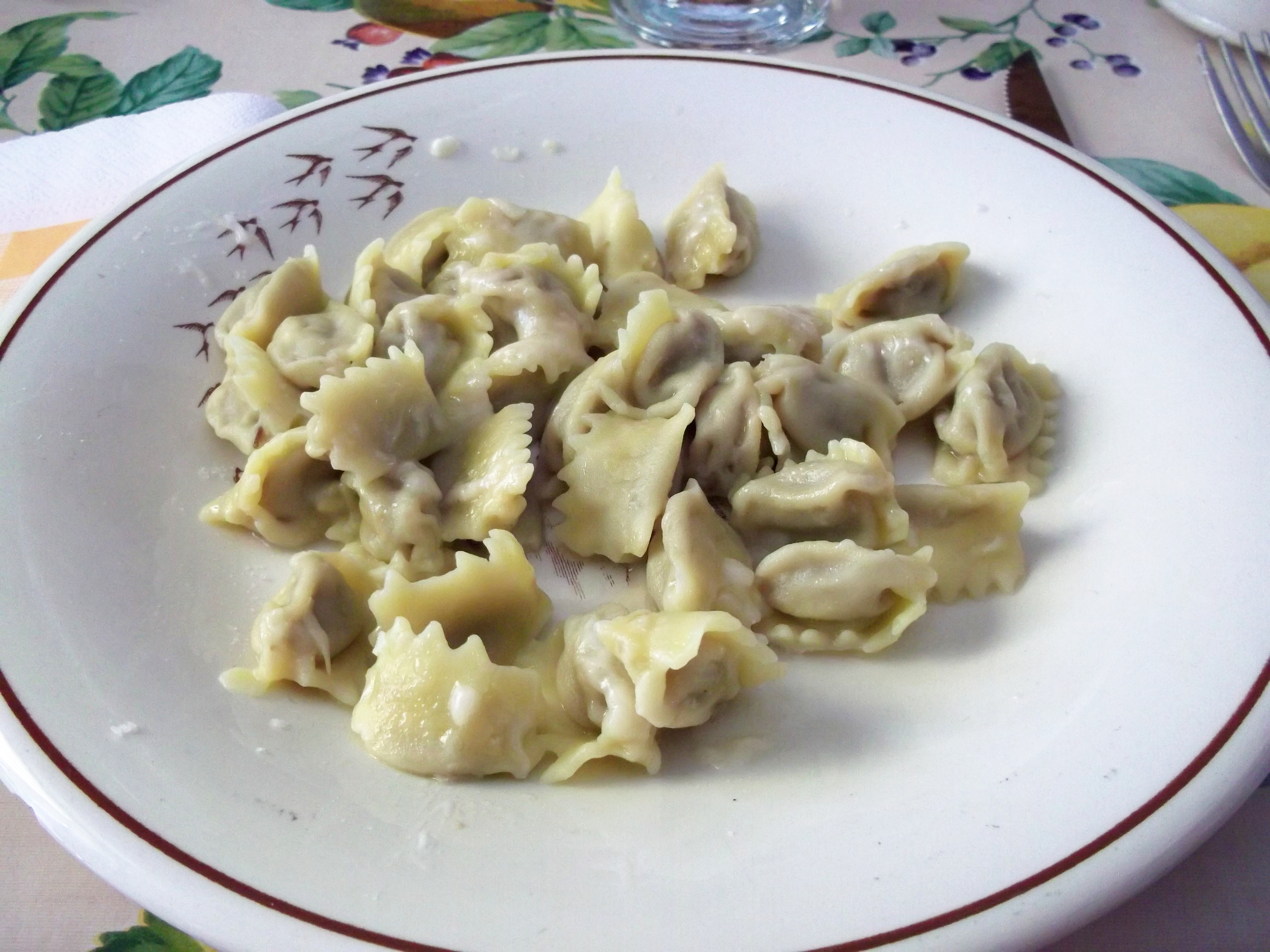
自家製のアニョロッティ・ダル・プリン

アニョロッティ・ダル・プリン（イタリア語: agnolotti del plin）は、アニョロッティを用いたピエモンテ州の伝統料理。
「プリン（plin）」は、ピエモンテ方言で「（指で）つまむ」の意であり、鶏肉、豚肉、牛肉などを入れ、ひとつずつ指でつまんでアニョロッティを作ることに由来する料理名である。
もともと、残った肉を流用して作っていた料理であり、詰め物にする肉に決まりはない。